# Clara (Le Jardin des supplices)
Pour les articles homonymes, voir Clara.
Clara  est le personnage principal du roman français d’Octave Mirbeau, Le Jardin des supplices (1899).

## Une femme libre
Clara, dépourvue de nom de famille, histoire sans doute de ne pas faire « concurrence à l’état-civil » comme Balzac, est une Anglaise, rousse aux yeux verts, « du vert grisâtre qu’ont les jeunes fruits de l’amandier », célibataire, très riche et bisexuelle. Elle vit en Chine, près de Canton, et mène une existence oisive, tout entière consacrée à la recherche de plaisirs pervers. Totalement émancipée, financièrement et sexuellement, et libérée des tabous et des lois oppressives qui règnent en Occident et qui, selon sa critique d’inspiration anarchisante, interdisent l’épanouissement de l’individu, elle prétend jouir d’une totale liberté. Elle l’utilise notamment pour visiter, chaque semaine, le bagne de la ville, ouvert le mercredi aux touristes, et assister avec délectation aux supplices atroces infligés aux condamnés à mort, dont bon nombre sont innocents ou coupables de délits véniels.
Elle rencontre l’anonyme narrateur, petit escroc de la politique, à bord du Saghalien, où le pseudo-embryologiste, devenu compromettant pour son protecteur de ministre, fait route vers Ceylan, dans le cadre d’une mission officielle qui a simplement pour but de l’éloigner de la France. Elle le séduit, éveille son désir en même temps que le besoin de s’épancher, et, devenue sa maîtresse dans tous les sens du terme, l’emmène avec elle jusqu’en Chine, où elle lui fait partager la douceur de son amante Annie. Deux ans plus tard, au retour du narrateur, qui a fui ses enlacements pernicieux pour se joindre à une expédition en Annam, elle retrouve tout son pouvoir sur lui et prend plaisir à le dominer et à l’humilier. Elle l’emmène visiter le jardin des supplices du bagne et, au terme de ses pérégrinations dans un crescendo d’horreur, atteint l’extase, au cours d’une terrible crise d’hystérie, d’où elle va revenir comme purifiée, après “la petite mort”. La scène se passe dans un “bateau de fleurs”, bordel flottant, où ont lieu des orgies qui, d’après le narrateur, ressemblent plus à un lieu de supplices qu’à un jardin des délices. Mais, comme le dit la batelière Ki Paï, qui l’accompagne régulièrement, « ce sera toujours à recommencer ! »

## Une femme fantasmatique et sadique

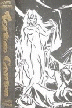
Clara par Jeannette Seelhoff, 1931

L’énigmatique personnage de Clara, « fée des charniers, ange des décompositions et des pourritures »,  a tout du personnage fantasmatique, sans lien avec une réalité plausible que le roman serait censé reproduire mimétiquement, au point que le narrateur au visage ravagé en arrive à se demander si elle n’est pas un pur produit de son imagination : « Existe-t-elle réellement ?… Je me le demande, non sans effroi… N’est-elle point née de mes débauches et de ma fièvre ?… N’est-elle point une de ces impossibles images, comme en enfante le cauchemar ?… Une de ces tentations de crime comme la luxure en fait lever dans l’imagination de ces malades que sont les assassins et les fous ?… Ne serait-elle pas autre chose que mon âme, sortie hors de moi, malgré moi, et matérialisée sous la forme du péché ?… »
Elle est l’illustration d'une conception fin-de-siècle de la femme fatale, goule toute-puissante, qui traite l’homme comme un pantin et jouit de ses humiliations. Sadique et voyeuriste, elle éprouve un plaisir intense et croissant à assister aux mises à mort sophistiquées, dont l’art est l’apanage de la Chine, par opposition aux massacres industriels et technologiques pratiqués dans la vieille Europe, à grande échelle et sans la moindre préoccupation d’art. Comme l’écrit Jean-Luc Planchais, elle est une « tribade sanglante et castratrice d’idéaux », qui « fait de sa propre personne un absolu à la place de Dieu, la destruction de l’autre étant la confirmation de sa suprématie. »
Mais elle est tout autant masochiste, dans la mesure où elle a tendance à se mettre, par l’imagination, à la place du supplicié, dont les souffrances sont à ses yeux une source incomparable d’extases, par exemple quand elle assiste au supplice des « verges de fer » : « Il me semblait que la badine entrait, à chaque coup, dans mes reins… C’était atroce et très doux ! »  Perverse, elle se fait l’apologiste de « la luxure » sous toutes ses formes et y voit « la perfection de l’amour », parce que « toutes les facultés cérébrales de l’homme se révèlent et s’aiguisent » et que « c’est par la luxure seule » que l’on peut atteindre « au développement total de la personnalité ». Et c’est à cette luxure ainsi conçue qu’elle entend initier le timide narrateur.
Bien que ce personnage, par ses valeurs et par sa revendication d’être un « monstre », semble en totale contradiction avec l’humanisme du dreyfusard Octave Mirbeau, le romancier se permet de mettre dans la bouche de son héroïne des articles parus sous sa plume et dénonçant le colonialisme anglais et français. Du coup le lecteur ne peut qu’en être tout déconcerté et mal à l’aise et risque de perdre ses repères éthiques et esthétiques. 